# Ammophila vetuberosa
Ammophila vetuberosa är en biart som beskrevs av Li, C. Yang in Li, Li och Yang 1994. Ammophila vetuberosa ingår i släktet Ammophila och familjen grävsteklar. Inga underarter finns listade i Catalogue of Life.